# 4 كتل
4 كتل هو مسلسل دراما الماني و الذي عرض في ثلاثة مواسم من 2017 إلى 2019 تم بثهعلى سلسلة تي ان تي إخراج مارفن كرين، أوليفر هيرشبيجل واوزغور يلدريم. يروي المسلسل قصة طوني في دور كقائد لعشيرة عربية تقوم العائلة باعمال غير شرعية.